# Isla San José (Guayana Francesa)
La isla San José (en francés: Île Saint-Joseph) es la isla más meridional de las tres islas de la Salvación (Iles du Salut) en el océano Atlántico frente a la costa del departamento de ultramar de la Guayana Francesa. Con veinte hectáreas de extensión, es la segunda más grande por delante de la isla del Diablo y por detrás de la isla Real. Durante el período en que las islas fueron utilizadas como una colonia penal, la isla estaba reservada para el confinamiento solitario. Con una altura de 30 metros, es también la isla con menor nivel sobre el mar del grupo. La mayor parte de la isla está cubierta de una densa vegetación.
Dependiente de la ciudad o comuna de Cayena, fue seleccionada durante el período de la prisión como un lugar de confinamiento, manicomio y cementerio, situándose en ella un puesto de la Legión Extranjera (Légion étrangère). Las ruinas importantes todavía se pueden ver hoy en día rodeadas de una vegetación exuberante, lo que da al lugar un ambiente muy especial. La isla de San José posee solo una playa en su costa norte, la única de las islas de la Salvación.
No existe relación directa desde Kourou, pero la compañía de transporte que sirve de enlace entre Kourou y la Isla Real (île Royale) sirve a los viajeros por barco.